# オランダ領ニューギニア

オランダ領ニューギニア
Nederlands Nieuw-Guinea (オランダ語)

国の標語: Setia, djudjur, Mesra（インドネシア語）
忠誠、誠実、愛情国歌: Wilhelmus（オランダ語）
ヴィルヘルムス
Hai Tanahku Papua（インドネシア語）
我が地パプア
オランダ領ニューギニアの位置

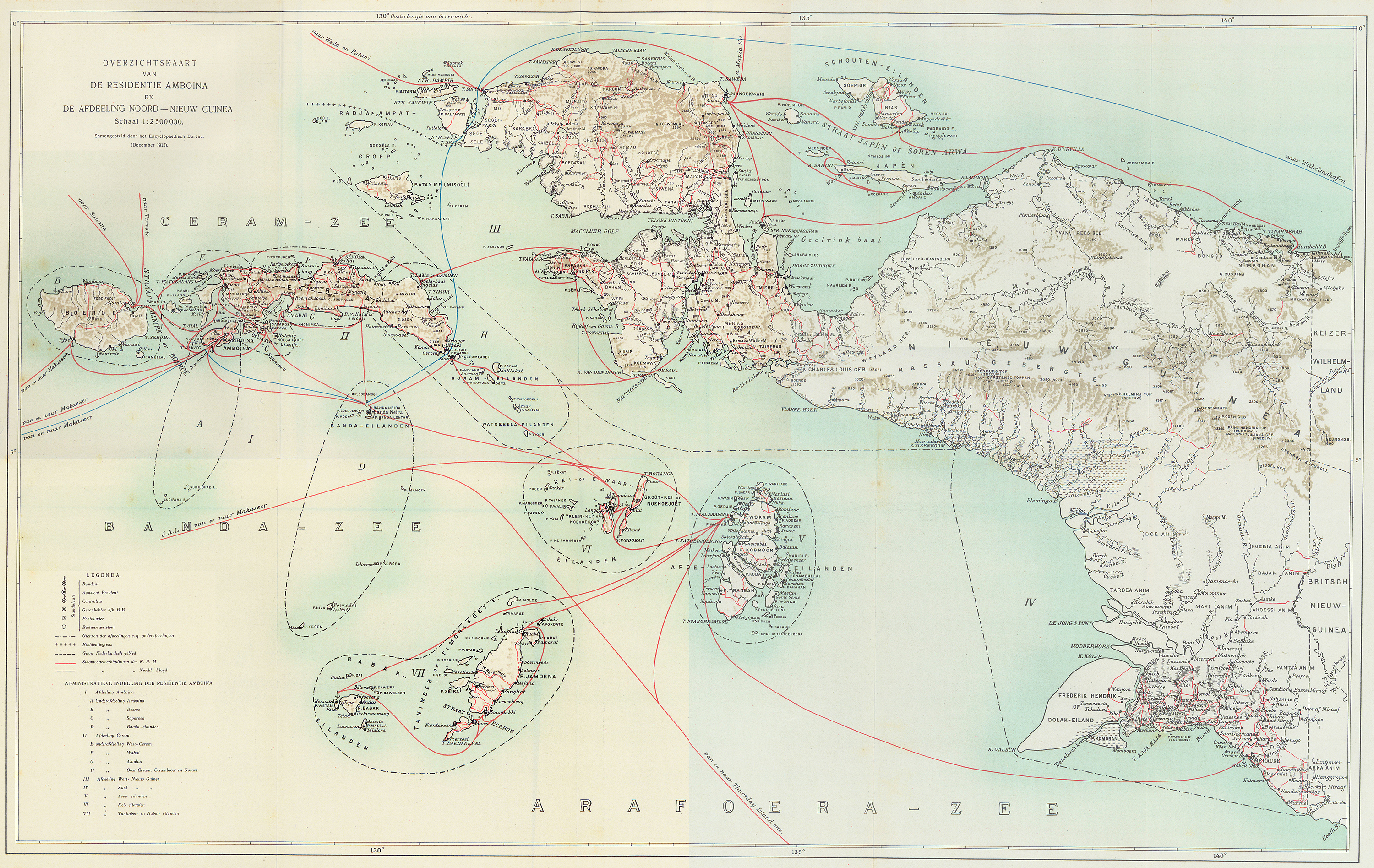
1907年から1915年までオランダのオランダ領ニューギニアにおける探検路線

オランダ領ニューギニア（オランダ語: Nederlands Nieuw-Guinea）は、かつてニューギニア島西部に存在したオランダの植民地である。現在のインドネシアのパプア州や西パプア州にあたる。

## 歴史
- 1855年：ニューギニア島西部はオランダ植民地となった。
- 1885年：オランダ領東インドに併合した。
- 1942年 - 1944年：日本軍がニューギニア島北部を占領した。
- 1949年：ハーグ円卓会議を行った後、インドネシアはオランダから独立することになった。ニューギニア西部のインドネシアへの統合を主張したが、オランダはこれを拒否し、将来ニューギニア島西部の帰属解決を保証し、支配しつづけていた。
- 1952年：オランダはニューギニアの先住民であるパプア人の自治権を認め、独立準備を進めたため、インドネシアとの対立が深まっていた。
- 1956年：インドネシア側はイリアン地方自治省を設置した。
- 1961年：オランダがオランダ領ニューギニアを西パプアとして独立させたことに対して、インドネシアが侵攻。
- 1962年：アメリカの調停でニューヨーク合意（英語版）と呼ばれる両国間の停戦合意が成立した。オランダ領ニューギニアの統治権は西イリアン国際連合保安隊に移譲された。
- 1963年：インドネシア統治に移管された。
- 1969年：インドネシアは住民投票により併合し、西イリアン州を設置した。